# Peder Hård
Peder Hård, död 1534[källa behövs] i Stockholm, var ett svenskt riksråd och riddare. Han var son till Gunilla Hård och ståthållaren på Kalmar slott, Olof Pedersson.

## Biografi
Han användes av Gustav Vasa både vid underhandlingar och i krig och utmärkte sig vid alla tillfällen för trohet och duglighet. 1523, då Stockholm till slut öppnade sina portar för kungen, fick han förtroendet att föra befälet på slottet och utnämndes tre år senare även till slottets befallningsman. Herr Peder dubbades till riddare vid Gustav Vasas kröning 1528. och insattes samma år bland rikets råd.
År 1532 skickades han som svenskt sändebud till Köpenhamn tillsammans med biskop Sveno Jacobi i Skara. Året därefter ledde han och Ivar Fleming en utredning angående den svenska flottan. Han stod väl till hos kungen och fick flera gods, som hans släkt tidigare donerat till Vadstena kloster och som genom Västerås recess återkommit till kronan.
Gift först med Karin Store och därefter med Kerstin Tott.